# Montréjeau
Montréjeau è un comune francese di 2 854 abitanti situato nel dipartimento dell'Alta Garonna nella regione dell'Occitania.

## Geografia fisica
Il suo territorio è bagnato dai fiumi Neste e Garonna che ivi confluiscono.

## Società

### Evoluzione demografica
Abitanti censiti